# Eleições estaduais no Amazonas em 1982
As eleições estaduais no Amazonas em 1982 ocorreram em 15 de novembro como parte das eleições em 23 estados brasileiros e nos territórios federais do Amapá e Roraima. Foram eleitos o governador Gilberto Mestrinho, o vice-governador Manoel Ribeiro, o senador Fábio Lucena, oito deputados federais e vinte e quatro estaduais numa época onde não vigiam os dois turnos em eleições majoritárias. A vitória na eleição para governador foi do PMDB na primeira disputa direta desde a eleição de Plínio Coelho em 1962 e nela existiram o voto vinculado, a sublegenda e a proibição de coligações partidárias. Foi também a última vez onde os eleitores domiciliados no Distrito Federal tiveram seus votos remetidos ao Amazonas através de urnas especiais.
A vitória na disputa pelo Palácio Rio Negro foi do oposicionista Gilberto Mestrinho, vítima do Ato Institucional Número Um no início do Regime Militar de 1964 quando era deputado federal por Roraima. Até então a vida política desse indústrial, professor e auditor fiscal registrava sua nomeação à prefeitura de Manaus em 1956 e sua eleição ao governo estadual pelo PTB em 1958 e deputado federal pelo PST de Roraima em 1962. Com os direitos políticos suspensos voltou-se à vida empresarial até a volta do pluripartidarismo em 1980 no governo João Figueiredo, quando voltou ao PTB até ir pro PMDB.
Na eleição para senador foram lançados dez candidatos com vitória do vereador Fábio Lucena (PMDB) derrotado pelo falecido João Bosco de Lima (ARENA) em 1978. Contemplado com um mandato de oito anos, preferiu disputar um novo ao mandato em 1986 sendo vitorioso. Nas eleições proporcionais apenas PMDB e PDS conquistaram as vagas em disputa.
Por força do Ato Institucional Número Três não houve eleições para prefeito em Manaus e alguns municípios do estado e na capital do estado o governador escolheu Amazonino Mendes para administrá-la.
Foi a primeira das quatro vitórias do PMDB ao governo do estado sendo que Gilberto Mestrinho retornou ao cargo em 1990.

## Resultado da eleição para governador
Segundo o Tribunal Superior Eleitoral houve 374.927 votos nominais (93,47%), 14.169 votos em branco (3,53%) e 12.029 votos nulos (3,00%), resultando no comparecimento de 401.125 eleitores.
| Candidatos a governador do estado | Candidatos a vice-governador | Número | Coligação            | Votação | Percentual |
| --------------------------------- | ---------------------------- | ------ | -------------------- | ------- | ---------- |
| Gilberto Mestrinho PMDB           | Manoel Ribeiro PMDB          | 5      | PMDB (sem coligação) | 201.182 | 53,66%     |
| Josué Filho PDS                   | Mário Haddad PDS             | 1      | PDS (sem coligação)  | 164.190 | 43,79%     |
| Osvaldo Coelho PT                 | Simpliciano Barbosa PT       | 3      | PT (sem coligação)   | 5.352   | 1,43%      |
| Plínio Coelho PTB                 | Clóvis Lemos Aguiar PTB      | 4      | PTB (sem coligação)  | 4.203   | 1,12%      |
| Fontes:                           |                              |        |                      |         |            |

## Resultado da eleição para senador
Segundo o Tribunal Superior Eleitoral houve 364.708 votos nominais (90,92%), 21.297 votos em branco (5,31%) e 15.120 votos nulos (3,77%), resultando no comparecimento de 401.125 eleitores.
| Candidatos a senador da República | Candidatos a suplente de senador | Número | Coligação            | Votação | Percentual |
| --------------------------------- | -------------------------------- | ------ | -------------------- | ------- | ---------- |
| Fábio Lucena PMDB                 | -                                | 50     | PMDB (em sublegenda) | 186.448 | 51,12%     |
| José Lindoso PDS                  | -                                | 10     | PDS (em sublegenda)  | 87.504  | 23,99%     |
| Sadie Hauache PDS                 | -                                | 12     | PDS (em sublegenda)  | 63.832  | 17,50%     |
| Domingos Sávio Lima PDS           | -                                | 11     | PDS (em sublegenda)  | 8.893   | 2,44%      |
| Leopoldo Peres PMDB               | -                                | 51     | PMDB (em sublegenda) | 6.167   | 1,69%      |
| Marlene Ribeiro Pardo PT          | Márcio Souza PT                  | 30     | PT (em sublegenda)   | 4.479   | 1,23%      |
| Edmundo Levi PTB                  | Júlio Lopes Seixas PTB -         | 40     | PTB (sem coligação)  | 3.807   | 1,05%      |
| Áureo Melo PMDB                   | -                                | 52     | PMDB (em sublegenda) | 2.676   | 0,73%      |
| Evandro Carreira PT               | Hildeberto Corrêa Dias PT        | 31     | PT (em sublegenda)   | 902     | 0,25%      |
| Fontes:                           |                                  |        |                      |         |            |

## Deputados federais eleitos
São relacionados os candidatos eleitos com informações complementares da Câmara dos Deputados.

Representação eleita
  PMDB: 4
  PDS: 4

| Deputados federais eleitos | Partido | Votação | Percentual | Cidade onde nasceu | Unidade federativa |
| Carlos Alberto de Carli    | PMDB    | 96.383  |            | Campinas           | São Paulo          |
| Mário Frota                | PMDB    | 35.224  |            | Granja             | Ceará              |
| José Fernandes             | PDS     | 33.138  |            | Careiro            | Amazonas           |
| Arthur Virgílio Neto       | PMDB    | 23.488  |            | Manaus             | Amazonas           |
| Vivaldo Frota              | PDS     | 19.520  |            | Boca do Acre       | Amazonas           |
| Josué de Souza             | PDS     | 18.957  |            | Itajaí             | Santa Catarina     |
| José Lins                  | PDS     | 18.538  |            | Fonte Boa          | Amazonas           |
| Randolfo Bittencourt       | PMDB    | 16.399  |            | Manaus             | Amazonas           |
| Fontes:                    |         |         |            |                    |                    |

## Deputados estaduais eleitos
Em relação às vinte e quatro cadeiras da Assembleia Legislativa do Amazonas, o PMDB conquistou treze contra onze do PDS.

Representação eleita
  PMDB: 13
  PDS: 11

| Deputados estaduais eleitos | Partido | Votação | Percentual | Cidade onde nasceu    | Unidade federativa |
| José Dutra                  | PMDB    | 15.215  | 6,75%      | Barreirinha           | Amazonas           |
| João Tomé Mestrinho         | PMDB    | 14.968  | 6,64%      | Manaus                | Amazonas           |
| Erasmo Amazonas             | PMDB    | 14.114  | 6,26%      | Barreirinha           | Amazonas           |
| Beth Azize                  | PMDB    | 12.974  | 5,76%      | Manacapuru            | Amazonas           |
| Samuel Peixoto              | PMDB    | 12.133  | 5,38%      | Tabatinga             | Amazonas           |
| Messias Sampaio             | PMDB    | 11.150  | 4,65%      | Manaus                | Amazonas           |
| Átila Lins                  | PDS     | 10.886  | 4,83%      | Fonte Boa             | Amazonas           |
| Humberto Michiles           | PDS     | 10.668  | 4,73%      | São Paulo             | São Paulo          |
| José Maria Monteiro         | PMDB    | 10.299  | 4,57%      | Manaquiri             | Amazonas           |
| José Costa de Aquino        | PMDB    | 9.580   | 4,25%      | Manaus                | Amazonas           |
| Félix Valois                | PMDB    | 9.183   | 4,07%      | Manaus                | Amazonas           |
| Cleuter Mendonça            | PDS     | 9.063   | 4,02%      | Itacoatiara           | Amazonas           |
| Waldir Barros               | PDS     | 8.956   | 3,97%      | Novo Aripuanã         | Amazonas           |
| Jamil Seffair               | PDS     | 8.510   | 3,78%      | Manacapuru            | Amazonas           |
| Damião Alves Ribeiro        | PMDB    | 8.320   | 3,69%      | Coari                 | Amazonas           |
| Francisco Queiroz           | PMDB    | 7.198   | 3,19%      | Careiro da Várzea     | Amazonas           |
| Socorro Dutra               | PDS     | 7.025   | 3,12%      | Boca do Acre          | Amazonas           |
| José Belo Ferreira          | PDS     | 6.903   | 3,06%      | Manaus                | Amazonas           |
| Aristides Queiroz           | PDS     | 6.837   | 3,03%      | Manaus                | Amazonas           |
| Natanael Rodrigues          | PDS     | 6.581   | 2,92%      | São Paulo de Olivença | Amazonas           |
| João Pedro Costa            | PMDB    | 6.374   | 2,83%      | Parintins             | Amazonas           |
| Homero Leão                 | PDS     | 6.145   | 2,73%      | Maués                 | Amazonas           |
| Enéas Gonçalves             | PDS     | 6.132   | 2,72%      | Parintins             | Amazonas           |
| Armando Freitas             | PMDB    | 6.128   | 2,72%      | Manaus                | Amazonas           |
| Fontes:                     |         |         |            |                       |                    |